# Liste der denkmalgeschützten Objekte in Güssing
Die Liste der denkmalgeschützten Objekte in Güssing enthält die 27 denkmalgeschützten, unbeweglichen Objekte der burgenländischen Bezirkshauptstadt Güssing.

## Denkmäler
| Foto |                 | Denkmal                                                                                                 | Standort                                       | Beschreibung | Metadaten |
| ---- | --------------- | --- | ---------------------------------------------- | --- | --- |
| ja   | Datei hochladen | Kath. Filialkirche zur Hl. Dreifaltigkeit HERIS-ID: 31735 Objekt-ID: 28726                              | Standort KG: Glasing                           | | BDA-Hist.: Q37944084 Status: § 2a Stand der BDA-Liste: 2025-06-30 Name: Kath. Filialkirche zur Hl. Dreifaltigkeit GstNr.: 1 Kath. Filialkirche zur Hl. Dreifaltigkeit (Glasing)                                       |
| ja   | Datei hochladen | Anlage Burg Güssing samt Burgmuseum und Vorburg HERIS-ID: 31726 Objekt-ID: 28717                        | Batthyany-Straße 10 Standort KG: Güssing       | Weithin sichtbar auf einem steilen Kegel vulkanischen Ursprungs gelegen. 1157 Schenkung des Berges Kiscen an die Grafen Wolfer und Hedrich. Errichtung einer hölzernen Burg und Stiftung eines Benediktinerklosters auf dem Berg Quizin. 1180 Aufhebung des Klosters, Bau einer Steinburg unter König Béla III: Novum Castrum. 1289 Einnahme der Burg durch Herzog Albrecht von Österreich. Nach 1327 Burg und Herrschaft in wechselndem Besitz. 1524 an Franz Batthyány übergeben, bis 1870 Familienbesitz, seither Fürst Philipp Batthyánysche Stiftung. Mittelalterliche Teile im Untergeschoß des Bergfriedes und der Wohnbauten. Ausbau des Wohntraktes und der Befestigungen im 16. und 17. Jahrhundert. 1778 Beginn der Demolierung. Seit 1957 Bestandssicherung. | BDA-Hist.: Q697030 Status: Bescheid Stand der BDA-Liste: 2025-06-30 Name: Anlage Burg Güssing samt Burgmuseum und Vorburg GstNr.: 465, 468, 469, 470, 471, 472, 473, 474, 475, 476, 477, 478, 479, 480 Güssing Castle |
| ja   | Datei hochladen | Kath. Pfarrkirche hl. Jakob d. Ä. HERIS-ID: 31760 Objekt-ID: 28751                                      | Batthyany-Straße 21 Standort KG: Güssing       | Romanische Kleinkirche aus Ziegel mit Eckquadern, erbaut um 1200. Rechteckiges Schiff; niedrige, eingezogene Halbkreisapsis; barocke Dachreiter. Am nördlichen Traufgesims Zahnschnittfries. In der Südwand drei romanische Fenster. In der Apsis ein originales Rundbogenfenster. Südlich angebaut neuere Sakristei und Totenkammer. Romanisches Westportal. | BDA-Hist.: Q15124678 Status: § 2a Stand der BDA-Liste: 2025-06-30 Name: Kath. Pfarrkirche hl. Jakob d. Ä. GstNr.: 369 Pfarrkirche Güssing                                                                             |
| ja   | Datei hochladen | Teil der Stadtmauer HERIS-ID: 31859 Objekt-ID: 28855                                                    | Clusiusweg Standort KG: Güssing                | Ringmauer über dreieckigem Grundriss: Burg - Franziskanerkloster - ehem. Rathaus mit erhaltenem Turm. | BDA-Hist.: Q37944681 Status: Bescheid Stand der BDA-Liste: 2025-06-30 Name: Teil der Stadtmauer GstNr.: 31 City wall of Güssing                                                                                       |
| ja   | Datei hochladen | Teil der Stadtmauer HERIS-ID: 31863 Objekt-ID: 28859                                                    | Clusiusweg 5 Standort KG: Güssing              | Ringmauer über dreieckigem Grundriss: Burg - Franziskanerkloster - ehem. Rathaus mit erhaltenem Turm. | BDA-Hist.: Q37944733 Status: Bescheid Stand der BDA-Liste: 2025-06-30 Name: Teil der Stadtmauer GstNr.: 454 City wall of Güssing                                                                                      |
| ja   | Datei hochladen | Teil der Stadtmauer HERIS-ID: 31864 Objekt-ID: 28860                                                    | Clusiusweg Standort KG: Güssing                | Ringmauer über dreieckigem Grundriss: Burg - Franziskanerkloster - ehem. Rathaus mit erhaltenem Turm. | BDA-Hist.: Q37944743 Status: Bescheid Stand der BDA-Liste: 2025-06-30 Name: Teil der Stadtmauer GstNr.: 467 City wall of Güssing                                                                                      |
| ja   | Datei hochladen | Teil der Stadtmauer HERIS-ID: 31862 Objekt-ID: 28858                                                    | Clusiusweg 1 Standort KG: Güssing              | Ringmauer über dreieckigem Grundriss: Burg – Franziskanerkloster – ehem. Rathaus mit erhaltenem Turm. | BDA-Hist.: Q37944719 Status: Bescheid Stand der BDA-Liste: 2025-06-30 Name: Teil der Stadtmauer GstNr.: 448, 449 City wall of Güssing                                                                                 |
| ja   | Datei hochladen | Kastell Batthyány HERIS-ID: 10736 Objekt-ID: 6798                                                       | Clusiusweg 2 Standort KG: Güssing              | Der Zweiflügelbau mit hofseitig zweigeschoßigen mit Glasfenster verschlossenen Arkaden wurde um 1760 erbaut. | BDA-Hist.: Q1735334 Status: Bescheid Stand der BDA-Liste: 2025-06-30 Name: Kastell Batthyány GstNr.: 447 Kastell Batthyány (Güssing)                                                                                  |
| ja   | Datei hochladen | Alte Bezirkshauptmannschaft (Kastell Güssing) HERIS-ID: 31774 Objekt-ID: 28765                          | Clusiusweg 4 Standort KG: Güssing              | 17. Jahrhundert. Biedermeierfassade, vermauerte Pfeilerarkaden. | BDA-Hist.: Q37944245 Status: Bescheid Stand der BDA-Liste: 2025-06-30 Name: Alte Bezirkshauptmannschaft GstNr.: 453 Alte Bezirkshauptmannschaft (Güssing)                                                             |
| ja   | Datei hochladen | Ehem. Granarium und Teil der Stadtmauer HERIS-ID: 31860 Objekt-ID: 28856                                | Clusiusweg 5 Standort KG: Güssing              | | BDA-Hist.: Q37944694 Status: Bescheid Stand der BDA-Liste: 2025-06-30 Name: Ehem. Granarium und Teil der Stadtmauer GstNr.: 450/3; 34/1; 445/1; 445/2; 450/1; 450/2 Former city wall Guessing (Clusiusweg 5)          |
| ja   | Datei hochladen | Franziskanerkloster mit Klosterkirche und Batthyanischer Familiengruft HERIS-ID: 31762 Objekt-ID: 28753 | Franziskanerplatz 1 Standort KG: Güssing       | Errichtet anstelle eines älteren, 1574 aufgegebenen und in der ersten Hälfte des 17. Jahrhunderts zerstörten Augustiner Eremitenklosters. 1648 gestiftet und vermutlich nach Plänen des kaiserlichen Hofbaumeisters Filiberto Lucchese erbaut und 1649 bezogen. Dreiflügelbau, Hofmauer mit Portal mit Zinnengiebel (17. Jahrhundert). Daneben Pforte mit geschweiftem Giebel (18. Jahrhundert). Im Kreuzgang römerzeitlicher Grabstein mit Inschrift. Altar 1662 aus der Pfarrkirche. Bemerkenswerte Bibliothek (Handschriften, Inkunabeln, Erstdrucke etc.) | BDA-Hist.: Q15810347 Status: Bescheid Stand der BDA-Liste: 2025-06-30 Name: Franziskanerkloster mit Klosterkirche und Batthyanischer Familiengruft GstNr.: 1, 2 Franciscan monastery and church (Güssing)             |
| ja   | Datei hochladen | Teil der Stadtmauer HERIS-ID: 31858 Objekt-ID: 28854                                                    | Hauptstraße 4 Standort KG: Güssing             | Ringmauer über dreieckigem Grundriss: Burg - Franziskanerkloster - ehem. Rathaus mit erhaltenem Turm. | BDA-Hist.: Q37944670 Status: Bescheid Stand der BDA-Liste: 2025-06-30 Name: Teil der Stadtmauer GstNr.: 29 City wall of Güssing                                                                                       |
| ja   | Datei hochladen | Teil der Stadtmauer HERIS-ID: 31861 Objekt-ID: 28857                                                    | Hauptstraße 8 Standort KG: Güssing             | Ringmauer über dreieckigem Grundriss: Burg - Franziskanerkloster - ehem. Rathaus mit erhaltenem Turm. | BDA-Hist.: Q37944708 Status: Bescheid Stand der BDA-Liste: 2025-06-30 Name: Teil der Stadtmauer GstNr.: 34/2 City wall of Güssing                                                                                     |
| ja   | Datei hochladen | Kapelle hl. Franz Xaver HERIS-ID: 31779 Objekt-ID: 28770                                                | Langzeil 32 Standort KG: Güssing               | An der Mauer der Franziskanerkirche. Steinstatue auf Sockel, Inschrift mit Chronogramm 1846. | BDA-Hist.: Q37944279 Status: Bescheid Stand der BDA-Liste: 2025-06-30 Name: Kapelle hl. Franz Xaver GstNr.: 3055 Chapel hl. Franz Xaver                                                                               |
| ja   | Datei hochladen | Teil der Stadtmauer HERIS-ID: 31750 Objekt-ID: 28741                                                    | P.Gratian Leser-Straße 1 Standort KG: Güssing  | Ringmauer über dreieckigem Grundriss: Burg - Franziskanerkloster - ehem. Rathaus mit erhaltenem Turm. | BDA-Hist.: Q37944160 Status: Bescheid Stand der BDA-Liste: 2025-06-30 Name: Teil der Stadtmauer GstNr.: 8, 455 City wall of Güssing                                                                                   |
| ja   | Datei hochladen | Latzer-Haus, ehem. Hotel Zum Hirschen HERIS-ID: 31772 Objekt-ID: 28763                                  | P.Gratian Leser-Straße 6 Standort KG: Güssing  | Zweigeschoßiges, zwölfachsiges Gebäude; im Erdgeschoß Arkaden. Fassadengliederung aus der ersten Hälfte des 19. Jahrhunderts. | BDA-Hist.: Q37944218 Status: Bescheid Stand der BDA-Liste: 2025-06-30 Name: Latzer-Haus, ehem. Hotel Zum Hirschen GstNr.: 512/1 Latzer-house (Güssing)                                                                |
| ja   | Datei hochladen | Wohn- und Geschäftshaus HERIS-ID: 31775 Objekt-ID: 28766                                                | P.Gratian Leser-Straße 13 Standort KG: Güssing | Großer zweigeschoßiger Komplex, durch Fassade in der ersten Hälfte des 19. Jahrhunderts zusammengefasst. Im Mittelteil Erdgeschoßarkaden. | BDA-Hist.: Q37944257 Status: Bescheid Stand der BDA-Liste: 2025-06-30 Name: Wohn- und Geschäftshaus GstNr.: 54/1 |
| ja   | Datei hochladen | Wohnhaus, sog. Judengebäude HERIS-ID: 31777 Objekt-ID: 28768                                            | P.Gratian Leser-Straße 15 Standort KG: Güssing | Errichtet um 1740. Großer freistehender, vierseitiger, zweigeschoßiger, gegen den Marktplatz dreigeschoßiger Bau. Zur Straße Mittelrisalitgliederung mit flachen Pilastern, an der östlichen Hofseite zweigeschoßige Pfeilerarkaden. | BDA-Hist.: Q37944269 Status: Bescheid Stand der BDA-Liste: 2025-06-30 Name: Wohnhaus, sog. Judengebäude GstNr.: 59 Residential building 'Judengebäude' (Güssing)                                                      |
| ja   | Datei hochladen | Zollgebäude HERIS-ID: 11883 Objekt-ID: 8003                                                             | Punitzer Straße 7 Standort KG: Güssing         | | BDA-Hist.: Q38115455 Status: Bescheid Stand der BDA-Liste: 2025-06-30 Name: Zollgebäude GstNr.: 590 Zollgebäude (Güssing)                                                                                             |
| ja   | Datei hochladen | Kapelle zur seligsten Jungfrau Maria HERIS-ID: 31747 Objekt-ID: 28738                                   | Rosenberg 12 Standort KG: Güssing              | Steinguss in barocker Form aus der zweiten Hälfte des 19. Jahrhunderts. | BDA-Hist.: Q37944136 Status: § 2a Stand der BDA-Liste: 2025-06-30 Name: Kapelle zur seligsten Jungfrau Maria GstNr.: 2008 Kapelle zur seligsten Jungfrau Maria (Güssing)                                              |
| ja   | Datei hochladen | Schloss Draskovich HERIS-ID: 31769 Objekt-ID: 28760                                                     | Schloßgasse 12 Standort KG: Güssing            | Erbaut 1804. Klassizistischer Bau, an der Ostfront drei, an der Rückfront zwei Geschoße. Dreiachsiger Mittelrisalit mit Giebel und Halbsäulengliederung; Seitenflügel mit je fünf Achsen. In der Hauskapelle befindet sich der einzige gotische Flügelaltar des Burgenlandes, lt. Inschrift aus dem Jahr 1469. | BDA-Hist.: Q37944208 Status: Bescheid Stand der BDA-Liste: 2025-06-30 Name: Schloss Draskovich GstNr.: 356 |
| ja   | Datei hochladen | Figurenbildstock hl. Johannes Nepomuk HERIS-ID: 31748 Objekt-ID: 28739                                  | Schulstraße 2a Standort KG: Güssing            | Ehemals an der 1788 errichteten Brücke über den Strembach, heute an einer Hausecke. Errichtet Ende des 18. Jahrhunderts. | BDA-Hist.: Q37944147 Status: § 2a Stand der BDA-Liste: 2025-06-30 Name: Figurenbildstock hl. Johannes Nepomuk GstNr.: 1586/1                                                                                          |
| BW   | Datei hochladen | Kulturzentrum Güssing HERIS-ID: 113843seit 2022                                                         | Schulstraße 6 Standort KG: Güssing             | Das Kulturzentrum mit einem Mehrzweckhof und einem Mehrzwecksaal im Stil des Brutalismus stammt von Matthias Szauer und wurde 1973–1977 erbaut. | BDA-Hist.: Q112894918 Status: Bescheid Stand der BDA-Liste: 2025-06-30 Name: Kulturzentrum Güssing GstNr.: 551/7 |
| ja   | Datei hochladen | Alte Hofmühle (= Auswanderer- + Joseph-Reichl-Museum) HERIS-ID: 31780 Objekt-ID: 28771                  | Stremtalstraße 2 Standort KG: Güssing          | Errichtet Ende des 18. Jahrhunderts. | BDA-Hist.: Q14548100 Status: Bescheid Stand der BDA-Liste: 2025-06-30 Name: Alte Hofmühle (= Auswanderer- + Joseph-Reichl-Museum) GstNr.: 637 Alte Hofmühle (Güssing)                                                 |
| ja   | Datei hochladen | Ehem. Jüdischer Friedhof HERIS-ID: 31744 Objekt-ID: 28735                                               | Stremtalstraße 13 Standort KG: Güssing         | → Hauptartikel : Jüdischer Friedhof Güssing f1 | BDA-Hist.: Q23636304 Status: § 2a Stand der BDA-Liste: 2025-06-30 Name: Ehem. Jüdischer Friedhof GstNr.: 619/1, 1852/1, 1852/2 Ehem. Jüdischer Friedhof (Güssing)                                                     |
| ja   | Datei hochladen | Kath. Filialkirche St. Nikolaus HERIS-ID: 31734 Objekt-ID: 28725                                        | St. Nikolaus 15 Standort KG: St. Nikolaus      | Nachdem die Vorgängerkirche bei einem Brand 1897 vollständig abgebrannt ist, wurde die Kirche neu errichtet und am 22. September 1907 vom Erzpriester Kanonikus Franz Baumgartner eingeweiht. Die 4 Linden vor der Kirche wurden 1908 gepflanzt. | BDA-Hist.: Q37944073 Status: § 2a Stand der BDA-Liste: 2025-06-30 Name: Kath. Filialkirche St. Nikolaus GstNr.: 1 Kath. Filialkirche St. Nikolaus (Güssing)                                                           |
| ja   | Datei hochladen | Kath. Filialkirche zur seligsten Jungfrau Maria HERIS-ID: 31743 Objekt-ID: 28734                        | Urbersdorf 19 Standort KG: Urbersdorf          | | BDA-Hist.: Q37944118 Status: § 2a Stand der BDA-Liste: 2025-06-30 Name: Kath. Filialkirche zur seligsten Jungfrau Maria GstNr.: 1 Kath. Filialkirche zur seligsten Jungfrau Maria (Urbersdorf)                        |